# Попов Веніамін Миколайович
Веніамі́н Микола́йович Попо́в (рос. Вениамин Николаевич Попов; 27 липня 1869, Пермська губернія — 22 вересня 1945, Петрозаводськ) — російський і радянський живописець, засновник карельського реалістичного живопису, заслужений діяч мистецтв Карельської АРСР (1939), Народний художник Карело-Фінської РСР (1944).

## Біографія
Народився 27 липня 1869 року в родині священика заводського селища при Юговському заводі (нині селище Юг, адміністративний центр Юговського сільського поселення) у Пермській губернії.
Початкову художню освіту здобув у майстерні художника Африкана Шаніна, засновника першої приватної мистецької школи в місті Перм. Упродовж 1891—1898 рр. Веніамін Миколайович навчався у Вищому художньому училищі при Імператорській академії мистецтв у Санкт-Петербурзі. Проходив стажування в майстерні Іллі Рєпіна. 1894 року Веніаміну Попову за роботу «Важка втрата» було присвоєно звання класного художника 2-го ступеня. За картини «За ткацтвом» і «Привіяло» 1898 року він отримав звання художника. 1898 року роботу «За ткацтвом» демонстрували на виставках Москви. Згодом, 1901 року ця ж картина була представлена на виставці в Мюнхені (Німеччина), а 1904 року — у Сен-Луї (Франція) і отримала світове визнання.
З 1 серпня 1909 року Веніамін Миколайович Попов розпочав педагогічну діяльність у Санкт-Петербурзькому 1-му реальному училищі.
На виставці в Санкт-Петербурзі 1912 року була презентована його картина «Водоспад Ківач», а 1914 року — картина «Карелійська наречена». На замовлення Петербурзької академії наук 1915 року Веніамін Миколайович працює над портретом академіка Пилипа Фортунатова.
1919 року художник переїхав до міста Петрозаводськ. У період між 1919—1921 рр. Веніамін Миколайович викладач живопису, а з квітня 1920 року — директор Петрозаводської художньої школи-майстерні. У першій художній школі Карелії вивчали основи живопису, історію мистецтв, створювали пейзажні етюди, організовували екскурсії до музеїв Петрограда.
Упродовж 1921—1936 рр. працював викладачем малювання і живопису в навчальних закладах міста Петрозаводськ: Петрозаводський педагогічний технікум тощо. 1936 року став членом спілки художників СРСР. Між 1936—1941 рр. викладав у художній студії Петрозаводського будинку народної творчості.
Помер 22 вересня 1945 року в Петрозаводську. Похований на Зарецькому кладовищі.

## Творча діяльність
Веніамін Миколайович працював у таких жанрах:
- пейзаж — «Відлицький водоспад» (1928), «Осінь в Карелії» (1937) тощо;
- побутовий жанр — «Зимовий лісовивіз» (1936), «Ловля з-під криги» (1937) тощо;
- портрет — «Кареліянка» (1913), «Дівчинка в хустці» (1944) тощо.

Картини художника експонували на Всеросійській (1929) і Всесоюзній (1946) виставках, виставці художників Ленінграда в Москві (1935, 1941), виставці художників Карелії в Ленінграді (1937) і Москві (1951), на персональних виставках (1920, 1928, 1938).
Твори Веніаміна Миколайовича Попова зберігаються в Національному музеї Республіки Карелія і Музеї образотворчих мистецтв Республіки Карелія.
На жаль, значна частина творів художника була втрачена під час Радянсько-фінської війни (1941—1944).

## Послідовники
З іменем Веніаміна Попова пов'язано формування професійного станкового живопису в Карелії, серед його учнів чимало відомих карельських художників, таких як Олексій Іванович Кацеблін, Михайло Олександрович Макар'євський, Ірина Володимирівна Черних, Лев Іосович Гільберт, Костянтин Леонідович Буторов, Суло Хейккійович Юнтунен, архітектор Олександр Михайлович Мітрофанов, мистецтвознавець Тайво Олександрович Хаккарайнен та інші.